# Géraudot
Géraudot é uma comuna francesa na região administrativa de Grande Leste, no departamento de Aube. Estende-se por uma área de 16,74 km². Em 2010 a comuna tinha 343 habitantes (densidade: 20,5 hab./km²).